# Robert Ameerali
Robert Antonio Leon Ameerali es un político y economista miembro del Partido de Liberación General y Desarrollo, y fue parte del gabinete de gobierno del presidente Dési Bouterse.
Ameerali nació en Paramaribo, Surinam, en 1961. Director del Centro de Copia Djinipi y, desde 1996, presidente de la Cámara de Comercio Surinamesa. El 19 de julio de 2010 fue nombrado por la Asamblea Nacional de Surinam como primer ministro de la República gracias a la coalición entre el Partido Nacional Democrático y el Partido de Liberación General y Desarrollo del exlíder guerrillero Ronnie Brunswijk.
- Datos: Q1337396
- Multimedia: Robert Ameerali / Q1337396